# 杏賢一
杏 賢一（きょう けんいち、1889年（明治22年）2月27日 - 1971年（昭和46年）9月4日）は、大日本帝国陸軍軍人。最終階級は陸軍少将。功四級。

## 経歴
1889年（明治22年）に富山県で生まれた。陸軍士官学校第22期卒業。1936年（昭和11年）8月に独立守備歩兵第23大隊長に就任し、1937年（昭和12年）8月に陸軍歩兵大佐に進級した。1938年（昭和13年）3月25日に第4国境守備隊歩兵隊長に転じ、同年12月10日に歩兵第8連隊長（関東軍・第4師団・歩兵第7旅団）に就任した。
1940年（昭和15年）7月1日に歩兵第32旅団長に就任し、8月1日に陸軍少将に進級。8月3日には第4歩兵団長（第11軍・第4師団）となり、日中戦争に出動して漢水作戦などを戦った。1941年（昭和16年）2月に留守第6師団兵務部長（西部軍）に転じ、1942年（昭和17年）12月1日に待命、12月28日に予備役に編入された。
1947年（昭和22年）11月28日、公職追放仮指定を受けた。